# San Salvatore (Sospiro)
San Salvatore è una frazione del comune cremonese di Sospiro posta ad est del centro abitato.

## Storia
La località era un piccolo villaggio agricolo di antica origine del Contado di Cremona con 400 abitanti a metà Settecento.
In età napoleonica, dal 1810 al 1816, San Salvatore fu già frazione di Sospiro, recuperando però l'autonomia con la costituzione del Regno Lombardo-Veneto.
All'unità d'Italia nel 1861, il comune contava 810 abitanti.
Nel 1868 il comune di San Salvatore venne definitivamente annesso dal comune di Sospiro.